# Copa Campeón de Campeones de Costa Rica 1963
El primer torneo de Copa Campeón de Campeones del fútbol de Costa Rica se realizó el 20 de diciembre de 1963, cuando se enfrentaron el Club Sport Uruguay de Coronado campeón nacional de 1963 contra el Deportivo Saprissa ganador del Torneo de Copa 1963 (la Copa Presidente 1963); el encuentro se realizó en el Estadio Nacional, y finalizó con empate 1-1, pero Uruguay de Coronado no se presentó a jugar la prórroga, por lo que Saprissa fue declarado campeón, al mando de la dirección técnica de Alfredo Piedra. Los anotadores de este encuentro fueron Guillermo Elizondo del Club Sport Uruguay de Coronado y Edgar Marín del Deportivo Saprissa.

## Participantes
|  |  | C. S. Uruguay de Coronado |  | Campeón del Campeonato (1963) |
|  |  | Deportivo Saprissa        |  | Campeón de Copa (1963)        |

## Final
| 20 de diciembre de 1963                                                                       | Saprissa  | 1:1 (0:1) | Uruguay de Coronado | Estadio Nacional, San José                                  |                                                             |
|                                                                                               | Marín 89' | Reporte   | Elizondo 25'        | Asistencia: 3689 espectadores Árbitro(s): Carlos Luis Monge | Asistencia: 3689 espectadores Árbitro(s): Carlos Luis Monge |
| Uruguay de Coronado no quiso jugar la prórroga, por lo que el Saprissa fue declarado campeón. |           |           |                     |                                                             |                                                             |

|                            |
|                            |
| Campeón Deportivo Saprissa |
| 1er. título                |